# أوغوستو ليما
أوغوستو ليما (بالبرتغالية: Augusto César Lima) مواليد 17 سبتمبر 1991 في ريو دي جانيرو، هو لاعب كرة سلة برازيلي. بدأ مسيرته الاحترافية في سنة 2009. يحمل الرقم 23. يبلغ طوله 6 قدم 10 بوصة (2.1 م). مثّل منتخب بلاده. شارك في دورة الألعاب الأولمبية الصيفية سنة 2016. حقق المركز الأول في دورة الألعاب الأمريكية 2015.

## المسيرة الاحترافية
لعب مع بالونكيستو مالقا في الدوري الإسباني من سنة 2009 إلى 2011، ثم لعب مع نادي غرناطة لكرة السلة في سنة 2011، ثم لعب مع سي بي مورسيا في الدوري الإسباني من سنة 2013 إلى 2016، ثم لعب مع ريال مدريد لكرة السلة في سنة 2016.

## سجل المنافسة
شارك في المنافسات التالية:
- الألعاب الأولمبية الصيفية 2016
- بطولة أمم الأمريكتين لكرة السلة 2011

## الميداليات
| الميدالية | المسابقة                             |
| --------- | ------------------------------------ |
| فضية      | بطولة أمم الأمريكتين لكرة السلة 2011 |
| ذهبية     | دورة الألعاب الأمريكية 2015          |

## روابط خارجية
- أوغوستو ليما على موقع الاتحاد الدولي لكرة السلة (الإنجليزية)
- أوغوستو ليما على موقع الدوري الأوروبي لكرة السلة (الإنجليزية)
- أوغوستو ليما على موقع الدوري الإسباني لكرة السلة (الإسبانية)
- أوغوستو ليما على موقع كرة السلة الأوروبية.كوم (الإنجليزية)
- أوغوستو ليما على موقع ريلجم (الإنجليزية)
- أوغوستو ليما على موقع بروبوليرز (الإنجليزية)
- أوغوستو ليما على موقع سبورتس رفرنس (الإنجليزية)
- أوغوستو ليما على موقع أوليمبيديا (الإنجليزية)
- أوغوستو ليما على موقع اللجنة الأولمبية البرازيلية (البرتغالية)